# Напівімла
«Напівімла» (рос. Полумгла) — російський кінофільм 2005 року.

## Зміст
Загін військовополонених німців відправили на будівництво стратегічного військового об'єкту на півночі Росії. Командувати ними буде молодий артилерист, який щойно повернувся з фронту. Йому доведеться дуже нелегко, адже він звик знищувати будь-якого німецького солдата у межах видимості. Та й втрати бойових товаришів не додали йому любові до бійців вермахту. Та тут не фронт, і завдання перед героєм стоять зовсім інші.

## Ролі
| Актор                | Роль              |
| -------------------- | ----------------- |
| Юрій Тарасов         | Григорій Анохін   |
| Сергій Грязнов       | Чумаченко         |
| Анастасія Шевельова  | Палажка           |
| Мартін Яковськи      | Ганс              |
| Лідія Байрашевська   | Феонія            |
| Крістіан Сенгевальд  | Петер             |
| Наталія Бурмістрова  | Євдокія           |
| Віталій Коваленко    | Митрофан          |
| Кіра Крейліс-Петрова | Ликера            |
| Євген Меркур'єв      | старий Северьянич |

| Актор                  | Роль            |
| ---------------------- | --------------- |
| Олександр Стекольников | радист          |
| Микола Спиридонов      | Кешка           |
| Анатолій Горін         | інвалід Гнатко  |
| Йоханнес Рапп          | капітан Бульбах |
| Олександр Балсанов     | Вітька-моряк    |
| Сергій Лосєв           | майор           |
| Микита Логінов         | Батюк           |
| Петро Корольов         | залізничник     |
| Катерина Фролова       | медсестра       |
| Сергій Козирєв         |                 |

## Додаткові факти
- Кінцівка фільму радикально відрізняється від кінцівки сценарію - у фільмі військовополонених без суду і слідства розстрілюють. З цього приводу фільм неодноразово критикувався як недостовірний.

## Рецензії та відгуки
- Ілля Смирнов. // журнал «Росія XXI», № 2, 2006
- Людмила Пружанська. // "Скепсис" від 11 грудня 2005